# Aploderus linearis
Aploderus linearis är en skalbaggsart som beskrevs av Leconte 1863. Aploderus linearis ingår i släktet Aploderus och familjen kortvingar. Inga underarter finns listade i Catalogue of Life.